# Pothyne subvittata
Pothyne subvittata är en skalbaggsart som beskrevs av Stefan von Breuning 1950. Pothyne subvittata ingår i släktet Pothyne och familjen långhorningar. Inga underarter finns listade i Catalogue of Life.